# В доме
«В доме» (фр. Dans la maison) — французский художественный фильм, триллер режиссёра Франсуа Озона, премьера которого состоялась на 37-м Международном кинофестивале в Торонто. Сценарий написан самим Озоном по пьесе испанского драматурга Хуана Майорги «Мальчик за последней партой».

## Сюжет
Преподаватель литературы Жермен разочарован в своём новом классе. Однако ученик за последней партой, Клод, имеет проблески таланта. Он пишет сочинение о семье своего друга Рафаэля. Жермен помогает Клоду править этот бесконечный роман. Заинтересованный в продолжении, он даже идёт на небольшое служебное преступление. Вскоре Клод берёт в свои руки бразды правления не только над текстом, но и над самим материалом. Имея возможность часто бывать в доме героя своего сочинения, Клод не просто подглядывает за жизнью нормальной семьи среднего класса, но и, манипулируя ею, разыгрывает целую драму.

## В ролях
| Актёр               | Роль                             |
| ------------------- | -------------------------------- |
| Фабрис Лукини       | месье Жермен, учитель литературы |
| Эрнст Умоер         | Клод Гарсия, ученик лицея        |
| Кристин Скотт Томас | мадам Жанна Жермен, галерист     |
| Эммануэль Сенье     | Эстер Артоль, мать Рафаэля       |
| Дени Меноше         | месье Артоль, отец Рафаэля       |
| Бастьен Угетто      | Рафаэль Артоль, их сын           |
| Жан-Франсуа Балмер  | директор школы                   |
| Иоланда Моро        | Близняшки, владелицы галереи     |

## Награды и номинации
- 2012 — приз «Золотая раковина» и приз жюри 60-го Международного кинофестиваля в Сан-Себастьяне[3].
- 2012 — приз ФИПРЕССИ на кинофестивале в Торонто (Франсуа Озон).
- 2012 — участие в конкурсной программе Лондонского и Таллиннского кинофестивалей.
- 2013 — шесть номинаций на премию «Сезар»: лучший фильм, режиссёр (Франсуа Озон), адаптированный сценарий (Франсуа Озон), актёр (Фабрис Лукини), многообещающий актёр (Эрнст Умоер), оригинальная музыка (Филипп Ромби).
- 2013 — номинация на премию «Гойя» за лучший европейский фильм (Франсуа Озон).
- 2013 — Премия Святого Георгия за лучший зарубежный фильм (Франсуа Озон).
- 2013 — премия Европейской киноакадемии за лучший сценарий (Франсуа Озон), а также две номинации: лучшая режиссёрская работа (Франсуа Озон) и лучшая мужская роль (Фабрис Лукини).